# کوئباس لابراداس
کوئباس لابراداس (به اسپانیایی: Cuevas Labradas) یک شهرستان در اسپانیا است که در استان تروئل واقع شده‌است.

## خصوصیات
کوئباس لابراداس ۴۱ کیلومترمربع مساحت و ۱۵۳ نفر جمعیت دارد.